# 神田町 (栃木市)
神田町（かんだちょう）は、栃木県栃木市の地名。郵便番号は328-0032。
　

## 地理
栃木地区の東部に位置し、東は仲仕上町、西は本町、南は城内町、北は日ノ出町・今泉町と接している。

## 世帯数と人口
2017年（平成29年）8月31日現在の世帯数と人口は以下の通りである。
| 町丁   | 世帯数  | 人口    |
| ------ | ------- | ------- |
| 神田町 | 438世帯 | 1,069人 |

## 施設
公共
- 栃木県庁下都賀庁舎
  - 県南県民センター
  - 栃木健康福祉センター
  - 下都賀教育事務所
  - 栃木県税事務所
  - 栃木土木事務所
- 栃木公共職業安定所

教育
- 栃木県シルバー大学校南校

商業
- スズキアリーナ栃木南

## 交通

### バス
蔵の街観光バス
■蔵の街循環「のらっせ号」
- (7) 本町郵便局前 - (8) 市民会館前

### 道路
主要地方道
- 栃木県道31号栃木小山線（小山街道）

## 小・中学校の学区
市立小・中学校に通う場合、学区は以下の通りとなる。
| 番地 | 小学校                 | 中学校               |
| ---- | ---------------------- | -------------------- |
| 全域 | 栃木市立栃木第四小学校 | 栃木市立栃木南中学校 |